# Villa de l'Adour
La villa de l'Adour est une rue privée du 19e arrondissement de Paris.
Petit lotissement de 19 lots compris entre 90 et 160 m2, la villa de l'Adour est à l'image d'un vieux Belleville préservé des grands travaux des années 1960 et 1970. Cette ruelle pavée est une allée fleurie où l'on trouve de nombreux rosiers, lauriers ou bambous. La grande variété architecturale entre maisons neuves et pavillons anciens conserve les caractéristiques de l'ancien urbanisme bellevillois.

## Situation et accès
Cette rue a son accès, fermé par une grille, situé entre les numéros 13 et 13 bis de la rue de la Villette. Elle se termine par un mur situé entre les numéros 14 et 16 de la rue Mélingue. 

## Origine du nom
Elle porte le nom de l'Adour, un fleuve du sud-ouest de la France.

## Historique
Ouverte en 1817, sous le nom de « villa Barthélémy », elle est renommée « villa de l'Adour » par un arrêté du 1er février 1877.

## Bâtiments remarquables et lieux de mémoire
- Au numéro 3, un ancien lavoir industriel a été réhabilité en habitation par des architectes qui ont conservé la haute cheminée où le street artist, Jérôme Mesnager, a peint son homme blanc ; la cheminée est visible depuis le 11, rue de la Villette[1].

## Galerie

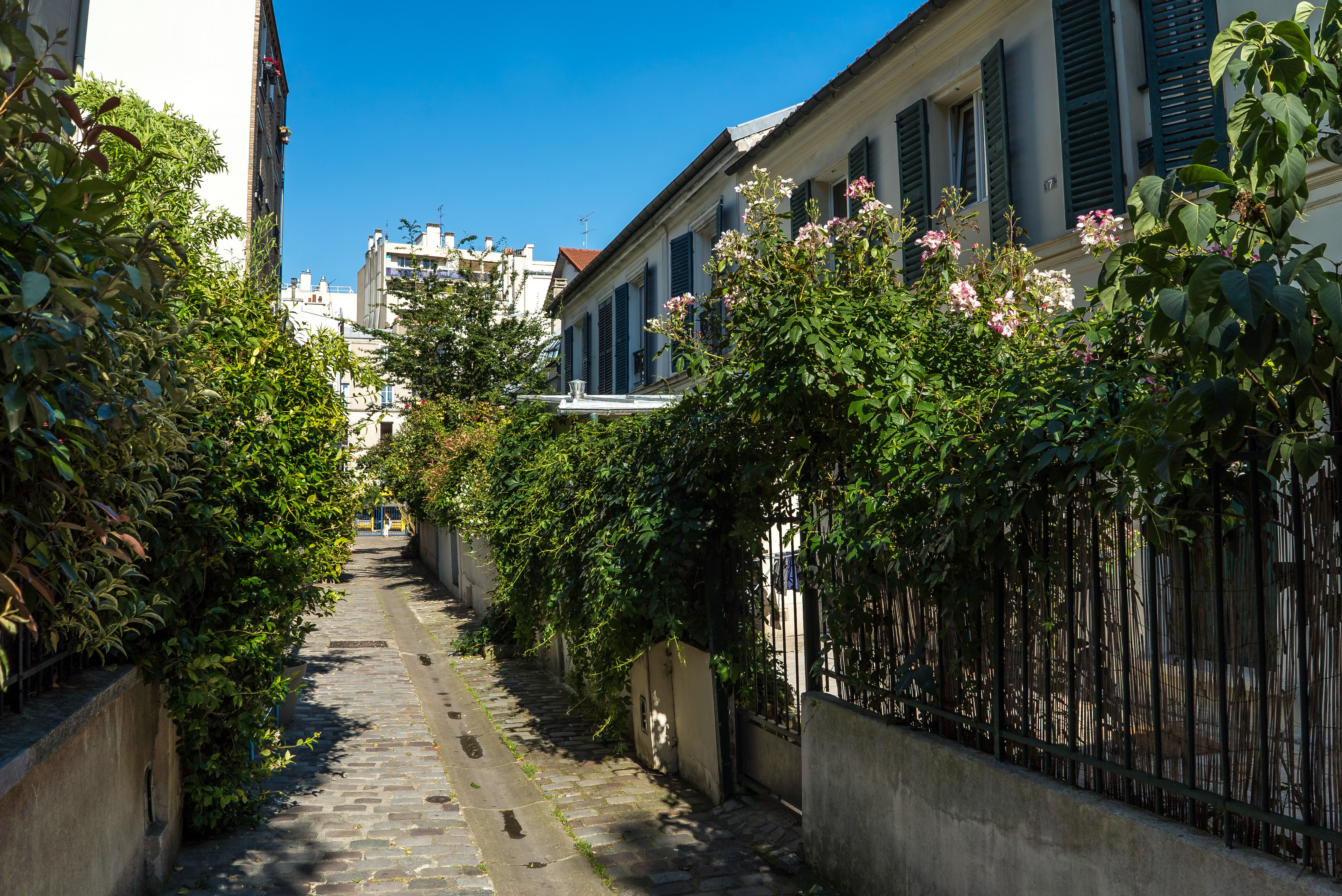
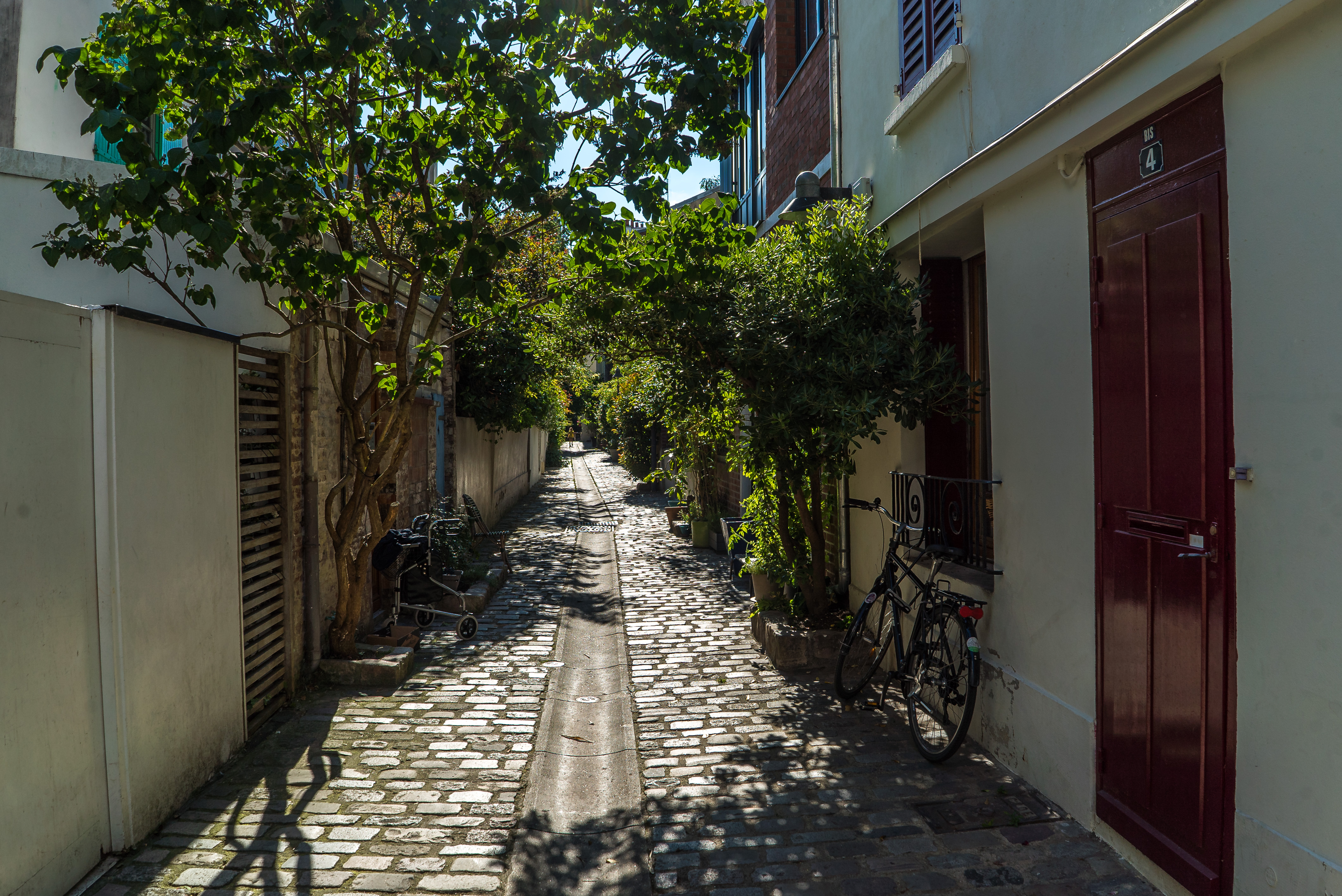
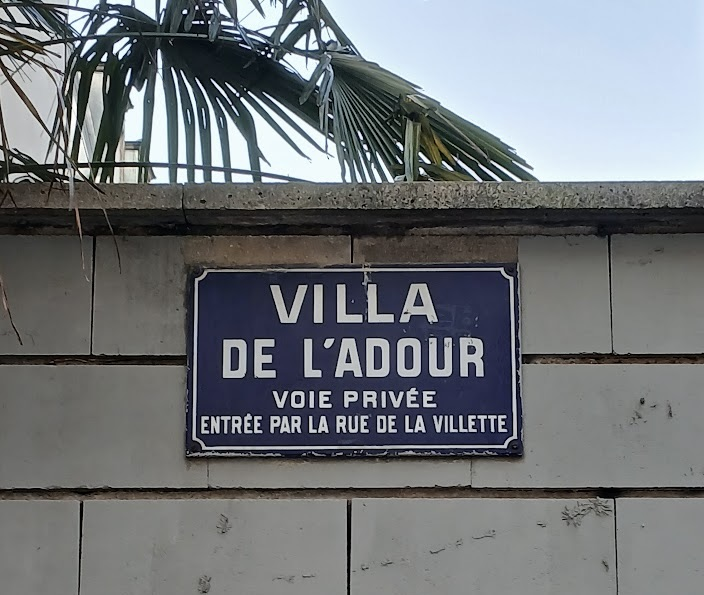
Entrée murée de la Villa de l'Adour côté rue Mélingue.

### Articles connexes

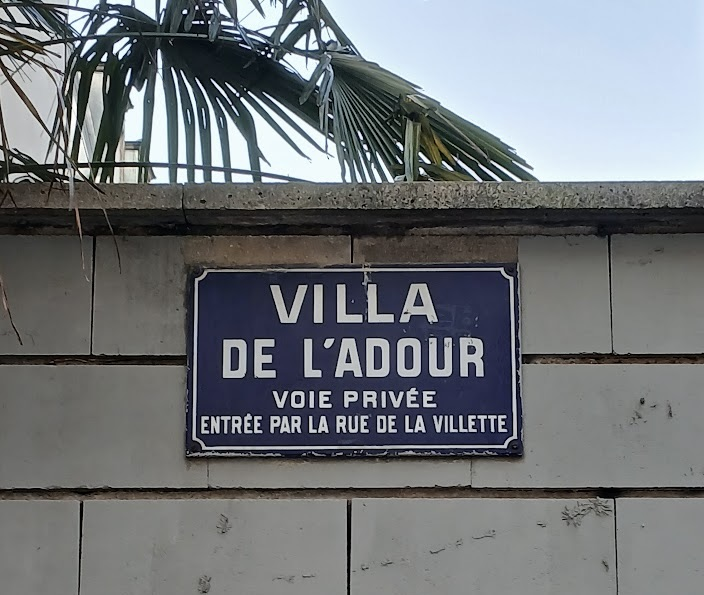
Entrée villa de l'Adour côté rue Mélingue.